# Presles (Calvados)
Presles és un municipi francès situat al departament de Calvados i a la regió de Normandia. L'any 2007 tenia 259 habitants.

## Demografia

### Població
El 2007 la població de fet de Presles era de 259 persones. Hi havia 108 famílies de les quals 24 eren unipersonals (20 homes vivint sols i 4 dones vivint soles), 44 parelles sense fills, 32 parelles amb fills i 8 famílies monoparentals amb fills.
La població ha evolucionat segons el següent gràfic:
Habitants censats

### Habitatges
El 2007 hi havia 123 habitatges, 107 eren l'habitatge principal de la família, 8 eren segones residències i 8 estaven desocupats. 117 eren cases i 3 eren apartaments. Dels 107 habitatges principals, 71 estaven ocupats pels seus propietaris i 36 estaven llogats i ocupats pels llogaters; 1 tenia una cambra, 9 en tenien dues, 15 en tenien tres, 35 en tenien quatre i 48 en tenien cinc o més. 106 habitatges disposaven pel capbaix d'una plaça de pàrquing. A 40 habitatges hi havia un automòbil i a 59 n'hi havia dos o més.

### Piràmide de població
La piràmide de població per edats i sexe el 2009 era:
| Homes | Edats   | Dones |
| ----- | ------- | ----- |
| 0     | 95 o +  | 0     |
| 0     | 90 a 94 | 0     |
| 0     | 85 a 89 | 4     |
| 0     | 80 a 84 | 0     |
| 4     | 75 a 79 | 4     |
| 8     | 70 a 74 | 4     |
| 4     | 65 a 69 | 8     |
| 16    | 60 a 64 | 4     |
| 8     | 55 a 59 | 24    |
| 8     | 50 a 54 | 4     |
| 8     | 45 a 49 | 4     |
| 16    | 40 a 44 | 8     |
| 4     | 35 a 39 | 12    |
| 0     | 30 a 34 | 4     |
| 20    | 25 a 29 | 8     |
| 4     | 20 a 24 | 8     |
| 12    | 15 a 19 | 16    |
| 12    | 10 a 14 | 8     |
| 0     | 5 a 9   | 8     |
| 12    | 0 a 4   | 8     |

## Economia
El 2007 la població en edat de treballar era de 159 persones, 118 eren actives i 41 eren inactives. De les 118 persones actives 112 estaven ocupades (64 homes i 48 dones) i 7 estaven aturades (3 homes i 4 dones). De les 41 persones inactives 20 estaven jubilades, 10 estaven estudiant i 11 estaven classificades com a «altres inactius».

### Ingressos
El 2009 a Presles hi havia 101 unitats fiscals que integraven 242 persones, la mediana anual d'ingressos fiscals per persona era de 14.604 €.

### Activitats econòmiques
L'únic establiment que hi havia el 2007 era d'una empresa de comerç i reparació d'automòbils.
L'any 2000 a Presles hi havia 25 explotacions agrícoles que ocupaven un total de 754 hectàrees.

## Equipaments sanitaris i escolars
El 2009 hi havia una escola maternal integrada dins d'un grup escolar amb les comunes properes formant una escola dispersa.

## Poblacions més properes
El següent diagrama mostra les poblacions més properes.